# Ektor Kaknavatos
Ektor Kaknavatos (griechisch Έκτωρ Κακναβάτος) ist der Künstlername des griechischen Dichters und Essayisten Yorgis Kontoyorgis (Γιώργος Κοντογιώργης; * 1920 in Piräus; † 9. November 2010 in Athen). 

## Leben
Kontoyorgis studierte von 1937 bis 1941 Mathematik in Athen. Nach dem Zweiten Weltkrieg arbeitete er als Mathematiklehrer und später als Beamter im Erziehungsministerium.
Sein erstes veröffentlichtes Werk war die Sammlung Fuga 1943. Erst nach 18 Jahren, 1961, folgte in einem kleinen Zirkel von Freunden die Veröffentlichung der Sammlung Diaspora (Zerstreuung). Als Surrealist erforscht er dichterisch-revolutionär das Paradoxon seines griechischen Schicksals.
Das griechische Kultusministerium verwendete Gedichte von ihm in einer Anthologie in englischer Übersetzung. Einzelne Gedichte wurden ins Französische, Italienische, Spanische, Holländische, Rumänische und Russische übersetzt.

## Werke
- Fuga (1943)
- Diaspora (Διασπορά, 1961)
- I klimaka tou lithou (Η κλίμακα του λίθου, 1964)
- Tetrapsifio me tin evdomi chordi (Τετραψήφιο” με την έβδομη χορδή, 1972)
- Diigisi (Διήγηση, 1974)
- Odos Laistrygonon (Οδός Λαιστρυγόνων, 1978)
- Ta machairia tis Kirkis (Τα μαχαίρια της Κίρκης, 1981)
- Anastixi tou thrylou gia ta nefra tis politeias (Ανάστιξη του θρύλου για τα νεφρά της πολιτείας, 1981)
- In perpetuum (1983)
- Kivotio tachytiton (Κιβώτιο ταχυτήτων, 1987)
- Oiakismoi tou Menesthea Kastelanou tou Mystros (Οιακισμοί του Μενεσθέα Καστελάνου του Μυστρός, 1995)
- Chaotika I (Χαοτικά Ι, 1997)
- Ypsikaminizouses neoplasies (Υψικαμινίζουσες νεοπλασίες, 2001)
- Akarei (Ακαρεί, 2001)
- Sta proso Iachis (Στα πρόσω ιαχής, 2005)
- Vrachea ke Makra (Βραχέα και μακρά, 2005)
- Sfodra airetiko imerologio tou 2000 (in kooperation mit Spyros Kaniouras) (1999)
- To klarino i Safari sto verso tou pragmatikou (2005)

### Werkausgaben
- Piimata 1943–1974 (Ποιήματα Α΄)
- Piimata 1978–1987